# Federación Internacional de Sogatira

La Federación Internacional de Sogatira es el organismo encargado de regir el deporte de la sogatira a nivel mundial, entre otras funciones organiza los mundiales del deporte cada dos años. La Federación tiene el reconocimiento del COI aunque la disciplina no está presente en los Juegos Olímpicos.

## Países miembros
La federación tiene 53 asociaciones afiliadas, algunas de ellas forman parte de un mismo país, pero compiten por separado debido a rivalidades históricas. Ningún país iberoamericano es hasta 2012 miembro de la Federación.
- Alemania
- Australia
- Bélgica
- Brunéi Darussalam
- Camboya
- Camerún
- Canadá
- Islas del Canal
- China
- Taiwán
- República Checa
- Inglaterra
- Estonia
- Francia
- Grecia
- Hong Kong
- India
- Irán
- Irlanda
- Irlanda del Norte
- Israel
- Italia
- Japón
- Kenia
- Corea del Sur
- Laos
- Letonia
- Lituania
- Macao
- Malta
- Mauricio
- Mongolia
- Marruecos
- Namibia
- Nepal
- Países Bajos
- País Vasco
- Nigeria
- Pakistán
- Filipinas
- Polonia
- Rusia
- Escocia
- Serbia
- Singapur
- Sudáfrica
- Sri Lanka
- Suecia
- Suiza
- Turquía
- Ucrania
- Estados Unidos
- Vietnam
- Gales
- Zambia

- Datos: Q2713525